# Окуново, Гбенга
Гбенга Сэмюел Окуново (англ. Gbenga Samuel Okunowo; 1 марта 1979, Ибадан, Нигерия) — нигерийский футболист, защитник.

## Биография

### Клубная карьера
Начал заниматься футболом в небольшом клубе «Эхиде». В 1996 году присоединился к клубу «Шутинг Старз», в возрасте 17 лет дебютировал в нигерийской Премьер-лиги. Он был одним из лучших защитников в команде.
В ноябре 1997 года перешёл в «Барселону», за него клуб заплатил 50 тысяч долларов. Вскоре после этого, получил мышечную травмы и лечился в течение трёх месяцев. Летом 1998 года был присоединён к первой команде «Барсы».
Летом 1999 года был отдан в аренду португальскому клубу «Бенфика». В течение сезона 2000/01 потерпел травму колена, но через короткое время вернулся в игру.
Летом 2001 года он вернулся в «Барселону», но в первой команде не играл, а выступал за команду «Б». Позже отправился в аренду в клуб из Сегунды, «Бадахос» который занял 12 место.
В июне 2002 года у него закончился контракт с «Барселоной». Тогда он подписал контракт с греческим клубом «Ионикос», но из-за травмы колена не смог заиграть в команде.
В июле 2003 года подписал двухлетний контракт с «Динамо» (Бухарест). Сыграл всего два матча. Летом 2004 года перешёл в албанский клуб «Тирана». Сезон 2005/06 провёл в «Металлурге» из Донецка, где сыграл два матча. Сезон 2006/07 провёл в аренде в клубе «Сталь» (Алчевск), по приглашению Тона Каанена. Позже его карьера складывалась не так удачно он играл за: «Брюн» из Норвегии, «Виланова-дель-Ками» из Испании, «Абоомослем» из Ирана. В декабре 2008 года был на просмотре в клубе английской Конференции «Нортвич Виктория». С 2009 года выступает за клуб «ВБ Спорт Клуб» из Мальдив. В октябре 2009 года перешёл в английский клуб «Уолтхэм Форрест», который выступает в Isthmian League Division One North, который, по сути, является восьмой лигой в английском футболе.

### Карьера в сборной
В 1997 году он капитаном сборной Нигерии U-17, которая выиграла Кубок Меридиана в Португалии, Окуново играл во всех матчах. В 1998 году он принял участие в одном матче кубка африканских наций в Буркина-Фасо. Через год играл на всемирном молодёжном чемпионате, который проходил в Нигерии. В 2000 году принял участие в кубке африканских наций в Нигерии и Гане. В том же году, играл на олимпийских играх в Сиднее.